# Brzezina (Strzelce)
Pour les articles homonymes, voir Brzezina.
Brzezina est une localité polonaise de la gmina de Strzelce Opolskie, située dans le powiat de Strzelce en voïvodie d'Opole.